# لاوبن
لاوبن (به آلمانی: Lauben) یک شهر در آلمان است که در ابرالاگوی واقع شده‌است.